# Sông Hiến

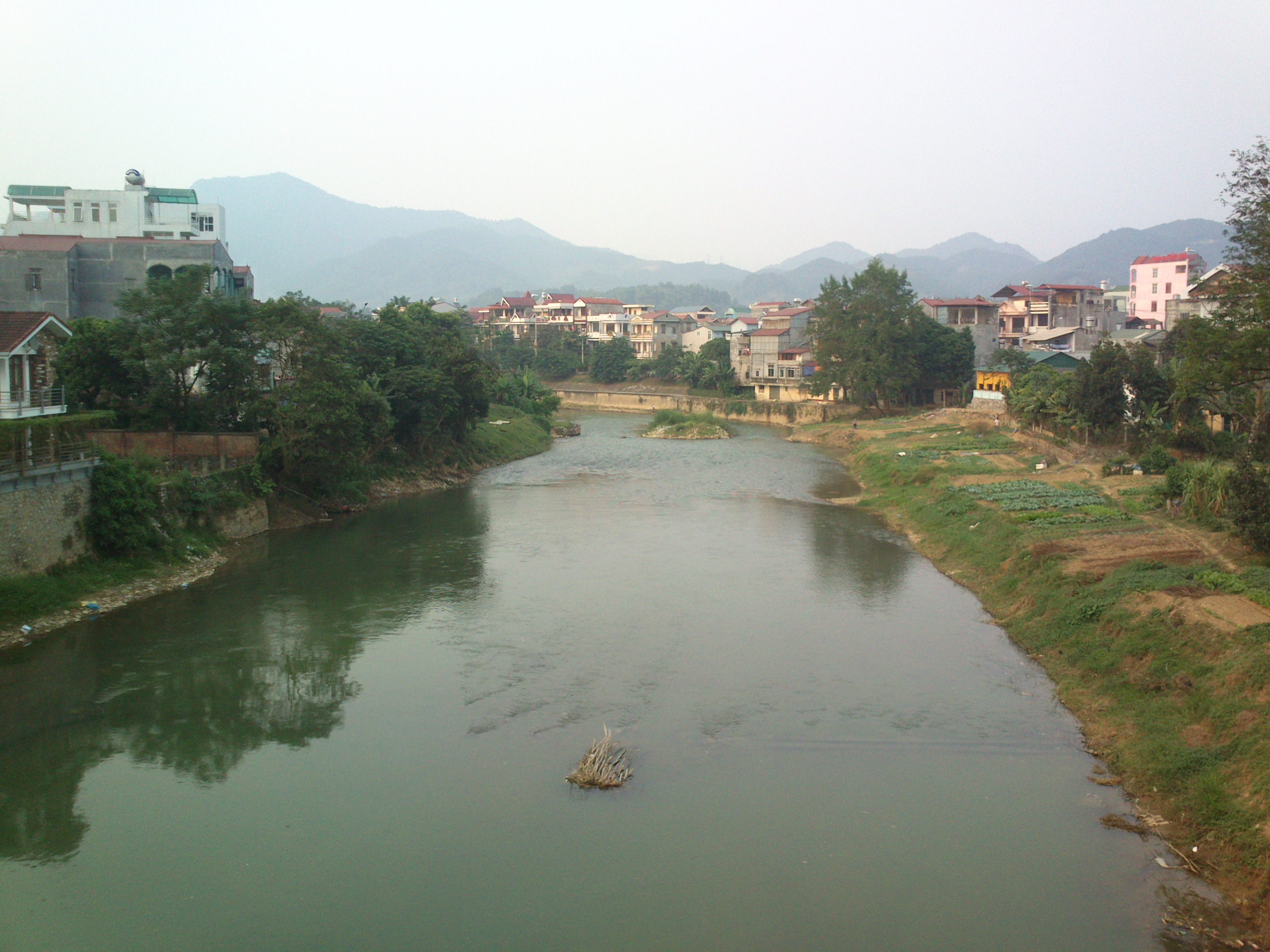
Sông Hiến, đoạn chảy qua thành phố Cao Bằng.

Sông Hiến là một sông phụ lưu của sông Bằng. Hệ thống sông Hiến chủ yếu nằm trên địa phận của tỉnh Cao Bằng, một phần nhỏ thuộc huyện Ngân Sơn của tỉnh Bắc Kạn..
Sông Hiến bắt nguồn từ vùng núi Khau Vài (1.200 m), chảy theo hướng tây nam - đông bắc và đổ vào bờ phải Sông Bằng tại thành phố Cao Bằng. Sông Hiến dài khoảng 62 km. Diện tích lưu vực 930 km², độ cao trung bình 526 m, độ dốc trung bình 26,8%, mật độ sông suối 0,98 km/km². Tổng lượng nước 0,56 km³, tương ứng với lưu lượng nước trung bình 17,8 m3/s, môđun dòng chảy năm là 19,1 l/s.km² .
Trong lưu vực sông Hiến diễn ra nhiều hành vi khai thác vàng, cát và sỏi, do vậy dòng sông hiện bị ô nhiễm nặng nề, có độ đục gấp 400 lần cho phép và nhãn tiền hiểm họa nhiễm độc thủy ngân và cyanide do khai thác vàng công nghiệp. Nguồn nước sông Hiến là một trong hai nguồn nước chủ yếu để Công ty TNHH một thành viên cấp nước Cao Bằng xử lý sản xuất nước sạch phục vụ nhu cầu sử dụng nước cho thành phố Cao Bằng.